# きまぐれヴァルプルギス
『きまぐれヴァルプルギス』は、イッシーによる日本の漫画作品。小学館の漫画配信サイト『裏サンデー』およびコミックアプリ『マンガワン』にて2021年4月20日から12月7日まで配信された。

## あらすじ
ドイツ東端で、少年アルスが森の中で空腹で倒れていた。そこに、魔女フィアロと白狼ウォルフが通りかかる。フィアロは、「このまま野垂れ死ぬか、魔女（わたし）と契約して一生を下僕として生きるか。」と、アルスに問う。契約することを選んだアルスは、フィアロとフォルフと共に魔法の世界で暮らすこととなる。

## 登場人物
アルス
白い髪と紫色の目をした少年。身長135センチメートル、体重30キログラム。生まれてすぐ親に捨てられ、物心付く前から山奥の、ある村の施設にいた。村で疫病が流行り、その責任という形で村から追い出されてしまう。森の中で倒れていたところをフィアロとウォルフに拾われ、彼女たちと生活することになる。家事が得意で特に料理に関しては上手すぎて、逆にフィアロに作るのを止められてしまうほど。
フィアロ・シュルツ
魔女。身長170センチメートル、体重55キログラム。森の中で倒れていたアルスを拾う。普段は魔法の世界で生活をしており、人間の世界などの別の世界に出張することがある。様々な魔法を使うことができる。予防注射が苦手など、子供っぽいところがある。
ウォルフ
白狼。人の言葉が話せる。フィアロと共に生活をしている。フィアロの雑用を手伝うこともある。寒い地方出身のため、寒さに非常に強く雪が大好き。

## 書誌情報
- イッシー『きまぐれヴァルプルギス』小学館〈裏サンデーコミックス〉、全2巻
  1. 2021年8月18日発売[3][1]、ISBN 978-4-09-850676-7
  2. 2022年3月10日発売[4]、ISBN 978-4-09-851029-0